# Mary Tucker
Mary Carolynn Tucker (* 20. Juli 2001 in Pineville, North Carolina) ist eine US-amerikanische Sportschützin.

## Erfolge
Mary Tucker tritt seit 2017 bei internationalen Wettkämpfen im Luft- und Kleinkaliberschießen an. Erste größere Erfolge gelangen ihr im Jahr 2021. Sie gewann bei den Junioren-Weltmeisterschaften in Lima in verschiedenen Disziplinen zwei Titel und sicherte sich außerdem vier weitere Medaillen. Darüber hinaus belegte sie beim Weltcup in Neu-Delhi mit dem Luftgewehr den ersten Platz.
Bei den ebenfalls 2021 ausgetragenen Olympischen Spielen 2020 in Tokio trat Tucker in drei Wettbewerben an. Mit dem Kleinkaliber erzielte sie 1167 Punkte und schloss den Wettkampf auf Platz 13 ab. Wesentlich besser verlief die Einzelkonkurrenz mit dem Luftgewehr, in der Tucker mit 631,4 Punkten den dritten Platz belegte und damit ins Finale einzog. Dort schied sie nach dem 13. Durchgang mit 166,0 Punkten als Sechstplatzierte aus. Ihr erfolgreichster Wettbewerb wurde schließlich das Mixed mit dem Luftgewehr. Zusammen mit Lucas Kozeniesky erreichte sie dank 628,0 Punkten die zweite Qualifikationsrunde, in der die beiden 418,0 Punkte erzielten. Im Finalduell unterlagen Tucker und Kozeniesky schließlich gegen die Chinesen Yang Qian und Yang Haoran mit 13:17, womit sie die Silbermedaille gewannen. Bei den Weltmeisterschaften 2023 in Baku gewann sie mit der Mannschaft im Dreistellungskampf mit dem Kleinkalibergewehr über 50 Meter die Goldmedaille und wurde damit Weltmeisterin.
Tucker absolvierte die High School in Sarasota und studiert seit 2019 an der University of Kentucky. Für diese ist sie auch im College Sport aktiv und erfolgreich.